# Saltvik (Småland)
Saltvik is een plaats in de gemeente Oskarshamn in het landschap Småland en de provincie Kalmar län in Zweden. De plaats heeft 285 inwoners (2005) en een oppervlakte van 25 hectare.